# Josef Hieß
Josef Hieß, auch Joseph bzw. auch Hiess (* 3. April 1904 in Wolfsthal in Niederösterreich; † 11. Juni 1973 in Wels in Oberösterreich), Pseudonym Roderich, war ein österreichischer Lehrer, Schriftsteller und NS-Propagandist.

## Leben
Hieß war Wanderlehrer und Organisationschef des Deutschen Schulvereins Südmark. 1933 trat er der in Österreich illegalen NSDAP bei. Nach dem Anschluss Österreichs beantragte er am 19. September 1938 die reguläre Aufnahme in die NSDAP und wurde rückwirkend zum 1. Mai desselben Jahres aufgenommen (Mitgliedsnummer 6.229.679). Er war von 1934 bis 1940 Leiter des Kulturamtes des Volksbunds für das Deutschtum im Ausland (VDA) in Berlin. Im Auftrag von Gauleiter August Eigruber war er ab 1940 Gaugeschäftsführer des VDA in Linz, der insbesondere im Kreis Budweis aktiv war. Hieß schrieb Gedichte, Erzählungen und Pamphlete zur Werbung für die nationalsozialistische Ideologie. Im Zuge der Entnazifizierung Österreichs wurde er im von den Alliierten errichteten Lager Marcus W. Orr interniert. 
Nach seiner Freilassung gründete er den Verein Dichterstein Offenhausen und machte sich in der rechtsextremen Szene damit einen Namen. Anfang der 1950er Jahre gehörte er zur treibenden Kraft des neu gegründeten Oberösterreichischen Künstlerbundes und dessen Publikationen.

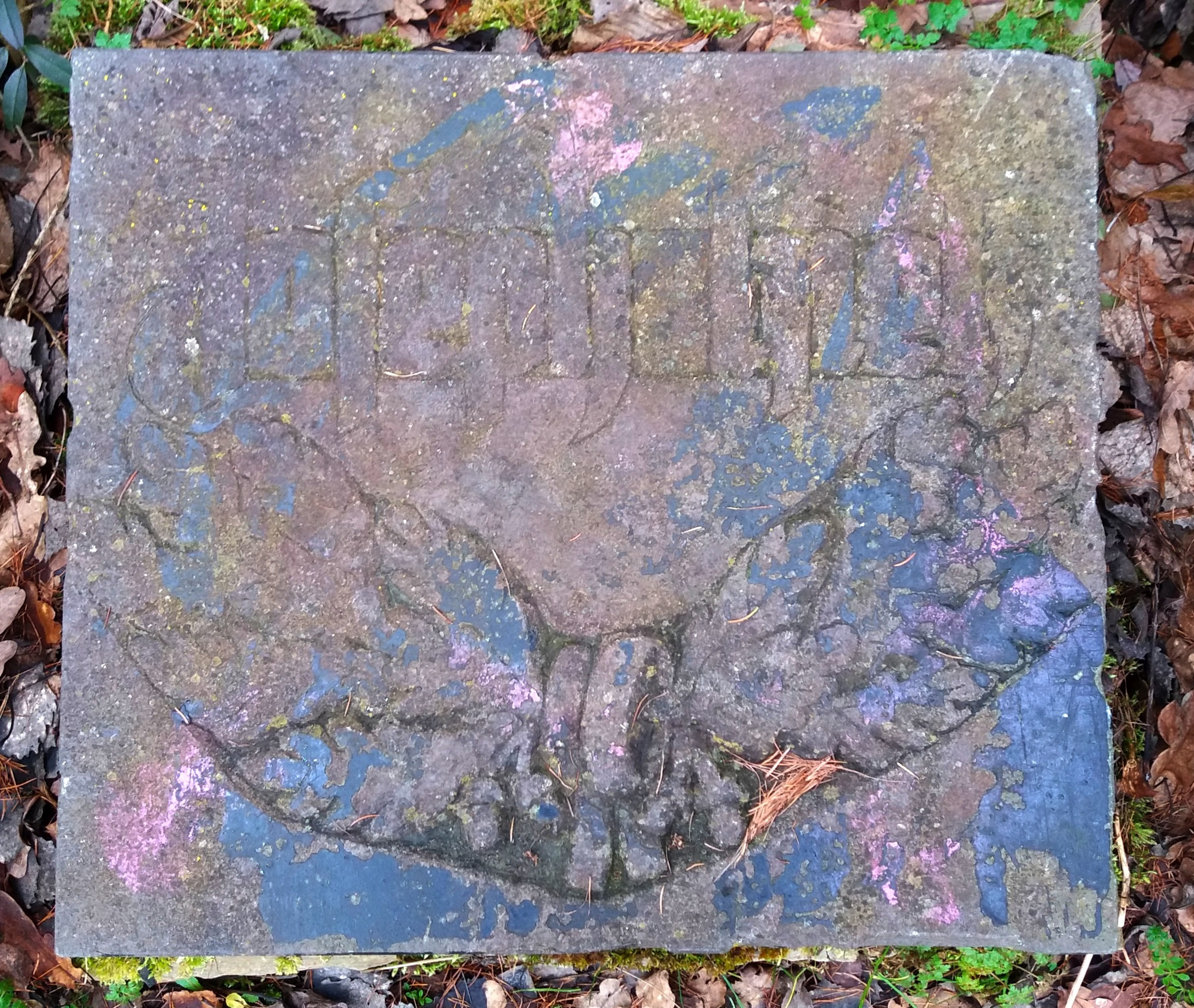
Gedenkstein für Josef Hieß in der Dichtersteinanlage Offenhausen

Diverse seiner Schriften wurden nach Ende des Zweiten Weltkrieges in der Sowjetischen Besatzungszone und in der Deutschen Demokratischen Republik auf die Liste der auszusondernden Literatur gesetzt.
Zwischen 1963 und 1968 wurde nach einer Idee von Josef Hieß vom rechtsextremen Verein Dichterstein Offenhausen auf einem Hügel oberhalb von Offenhausen eine Weihestätte für die deutsche Literatur eingerichtet, die als Kultplatz für die Ehrung von völkischen und deutschnationalistischen Schriftstellern diente. 1998/99 wurde der Verein durch die Bezirkshauptmannschaft Wels-Land wegen NS-Wiederbetätigung aufgelöst.